# Rhinopomastus minor
La abubilla arbórea menor  (Rhinopomastus minor) es una especie de ave bucerotiforme de la familia Phoeniculidae. Está ampliamente extendida en el este del África subsahariana, encontrándose en Etiopía, Kenia, Tanzania, Somalia, Sudán del Sur, Yibuti y Uganda.

## Subespecies
Se reconocen las siguientes subespecies:
- R. minor minor (Rüppell, 1845)
- R. minor cabanisi (de Filippi, 1853)